# Radoslav Bachev
Radoslav Bachev (Bulgaars : Радослав Бачев) (Simitli, 9 april 1981) is een voormalige Bulgaars voetballer die voorkeur speelde als verdediger.

## Carrière
Bachev speelde voor OFK Pirin Blagoëvgrad, Marek Doepnitsa, Tsjerno More Varna, PFK Montana, Botev Plovdiv, Septemvri Simitli en OFK Akademik Svisjtov.
Bachev begon zijn professionele carrière als voetballer bij Septemvri Simitli. Daarna speelde hij voor Pirin Blagoevgrad en Marek Dupnitsa, voordat begin 2006 tekende hij bij Tsjerno More Varna.

### Tsjerno More Varna
In juli 2007 scoorde Bachev zijn eerste doelpunt voor Tsjerno More Varna tegen FK Makedonija Gjorče Petrov in de UEFA Intertoto Cup bij het Skopje City Stadium. Het resultaat van de wedstrijd eindigde met een 4-0 uitoverwinning voor Tsjerno More Varna.